# Artemether
Artemether ist ein vom Artemisinin abgeleiteter halbsynthetischer Arzneistoff zur Behandlung der durch Plasmodium falciparum verursachten Malaria. Der Wirkstoff Artemether wurde 1997 von der Weltgesundheitsorganisation (WHO) in die Liste der unentbehrlichen Arzneimittel der Weltgesundheitsorganisation aufgenommen.

## Pharmakologische Eigenschaften
Artemether hat eine gegenüber Artemisinin deutlich verbesserte Bioverfügbarkeit. Wie alle Artemisinin-Derivate wirkt es über eine endogene Peroxidgruppe, die in infizierten Erythrozyten vermutlich für die Plasmodien toxische Radikale bildet. Die Resorption des lipidlöslichen Stoffes wird bei oraler Gabe durch eine möglichst fettreiche Mahlzeit erleichtert. Artemether hat eine relativ kurze Halbwertszeit von etwa zwei Stunden. Artemether wird in der Leber durch das Enzym Cytochrom P450 3A4 metabolisiert.

## Verwendung
Der Schwerpunkt für die Anwendung von Artemether ist die Behandlung der unkomplizierten Malaria tropica, insbesondere bei Plasmodien, die gegen andere Arzneistoffe wie Chloroquin resistent sind.
Die Weltgesundheitsorganisation rät von der Verwendung als Monosubstanz ab, um die Gefahr der Resistenzbildung gegen Artemisinin-Derivate zu vermindern. Artemether wird daher ausschließlich als Kombinationspräparat zur Therapie der Malaria eingesetzt.
Artemether wird versuchsweise in der Krebstherapie eingesetzt.

## Herstellung

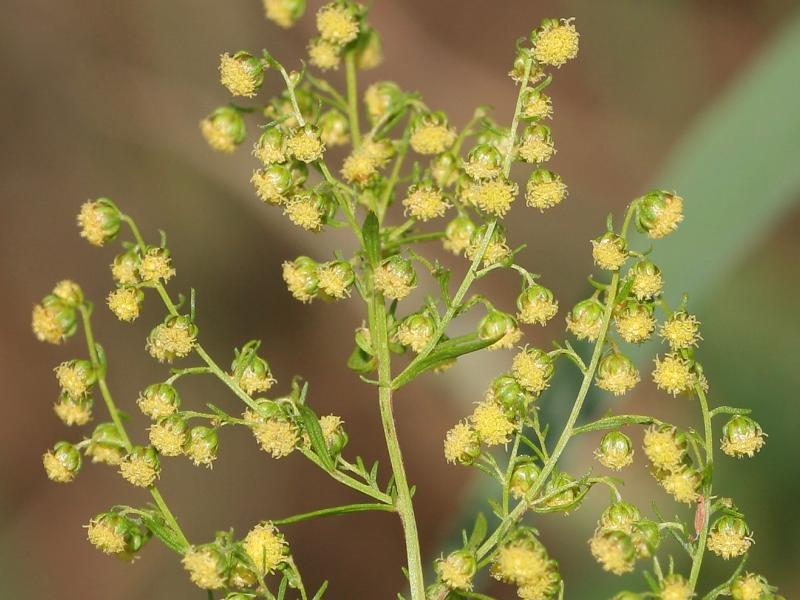
Einjähriger Beifuß (Artemisia annua)

Artemether wird durch Umsetzung von aus Artemisia annua gewonnenem Dihydroartemisinin mit Methanol in saurem Medium dargestellt. Artemether ist wasserunlöslich.

## Fertigarzneimittel
Artemether wird in fixer Kombination mit Lumefantrin unter den folgenden Warenzeichen vermarktet:
Riamet (u. a. in D, A, CH, GB, F, S, NL), Coartem (u. a. in USA, ZA)